# Pavetta harborii
Pavetta harborii är en måreväxtart som beskrevs av Spencer Le Marchant Moore. Pavetta harborii ingår i släktet Pavetta och familjen måreväxter. Inga underarter finns listade i Catalogue of Life.